# Knightia
Genre
Knightia est un genre fossile de poissons ayant vécu à l'Éocène aux États-Unis, dans la formation de la Green River. L'espèce type du genre est Knightia eocaena.

## Systématique
Le genre Knightia a été créé en 1907 par l'ichtyologiste américain David Starr Jordan (1851-1931) avec pour espèce type Knightia eocaena. 
L'espèce Knightia eocaena avait été initialement décrite sous le taxon Clupea humilis Liedy, 1856 qui avait pour synonyme Clupea pusilla Cope, 1870, mais comme ces taxons étaient déjà occupés par Clupea humilis von Meyer, 1851 et Clupea pusilla Mitchill, 1814, Jordan se trouva obligé de changer l'épithète spécifique, et opta pour eocaena.

## Description
C'est un membre de la famille des harengs qui mesurait environ 11 cm de long (25 pour les plus grands spécimens).

## Répartition
selon Paleobiology Database, les fossiles découverts sont d'Argentine, du Wyoming et d'Antarctique.

## Liste d'espèces
Selon Paleobiology Database (17 novembre 2022) :
- † Knightia andreae Dusén, 1908
- † Knightia eocaena Jordan, 1907 - espèce type

## Étymologie
Le nom générique, Knightia, a été donné en l'honneur géologue et paléontologue américain Wilbur Clinton Knight (1858-1903) qui aura été étudié la paléontologie des montagnes Rocheuses.

## Divers
Knightia est l'un des symboles non vivant de l’État du Wyoming. 

## Galerie

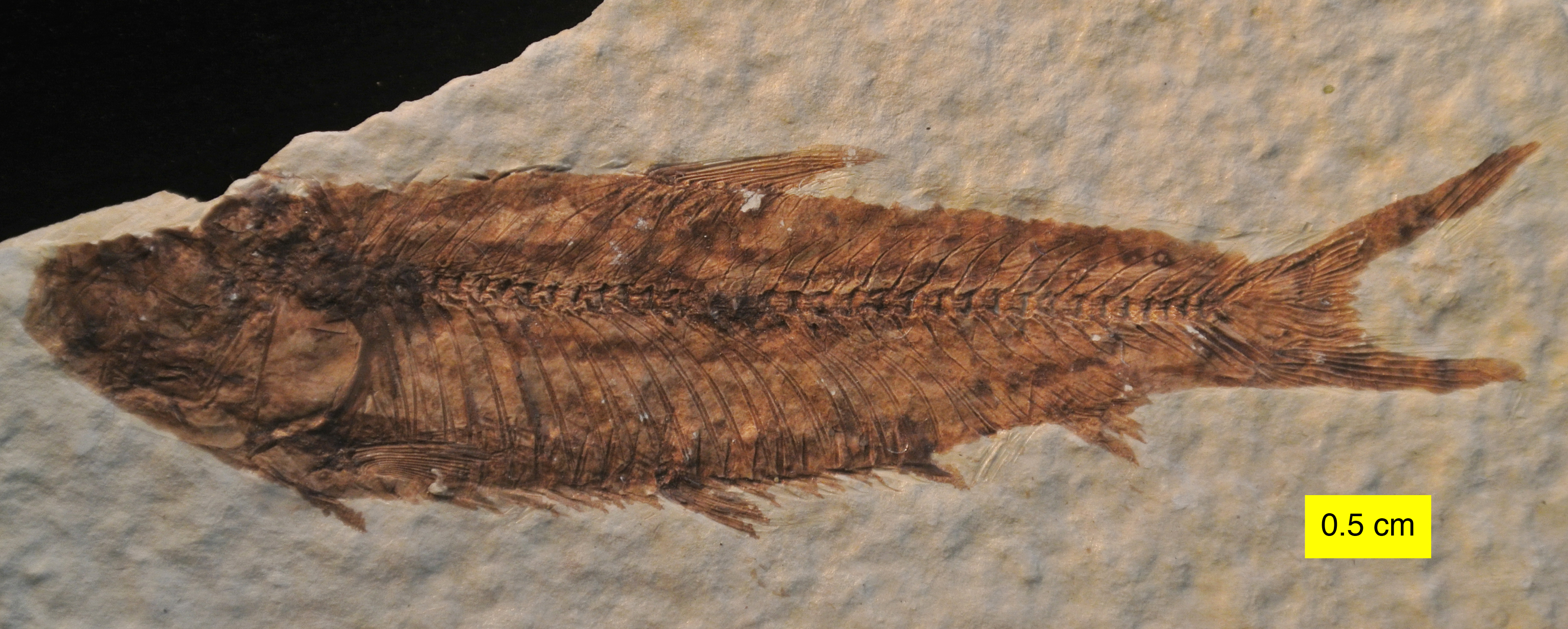
Fossile de Knightia eocaena de l’Éocène de la formation de la Green River, Wyoming.
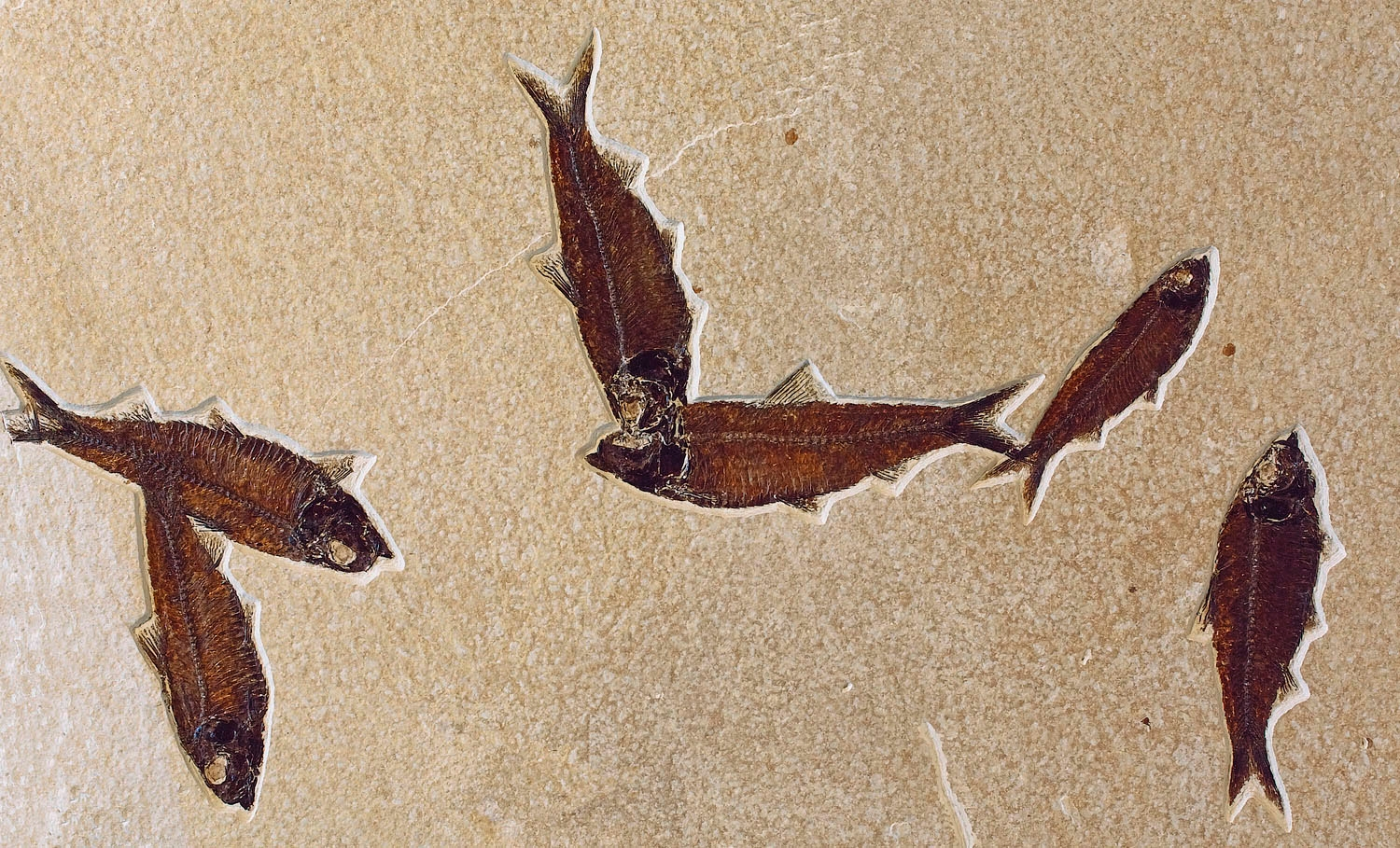
Fossiles de Knightia eocaena  de l’Éocène du Monument national de Fossil Butte, Wyoming.

## Publication originale
- (en) David Starr Jordan, « The fossil fishes of California, with supplementary notes on other species of extinct fishes », Bulletin of the Department of Geology, vol. 5, no 7,‎ 1907, p. 95-144 (ISSN 1996-3491, lire en ligne). .